# New London (Minnesota)
Pour les articles homonymes, voir New London.
New London est une ville américaine située dans le Comté de Kandiyohi, dans le Minnesota. Selon le recensement de 2010, sa population est de 1 251 habitants.

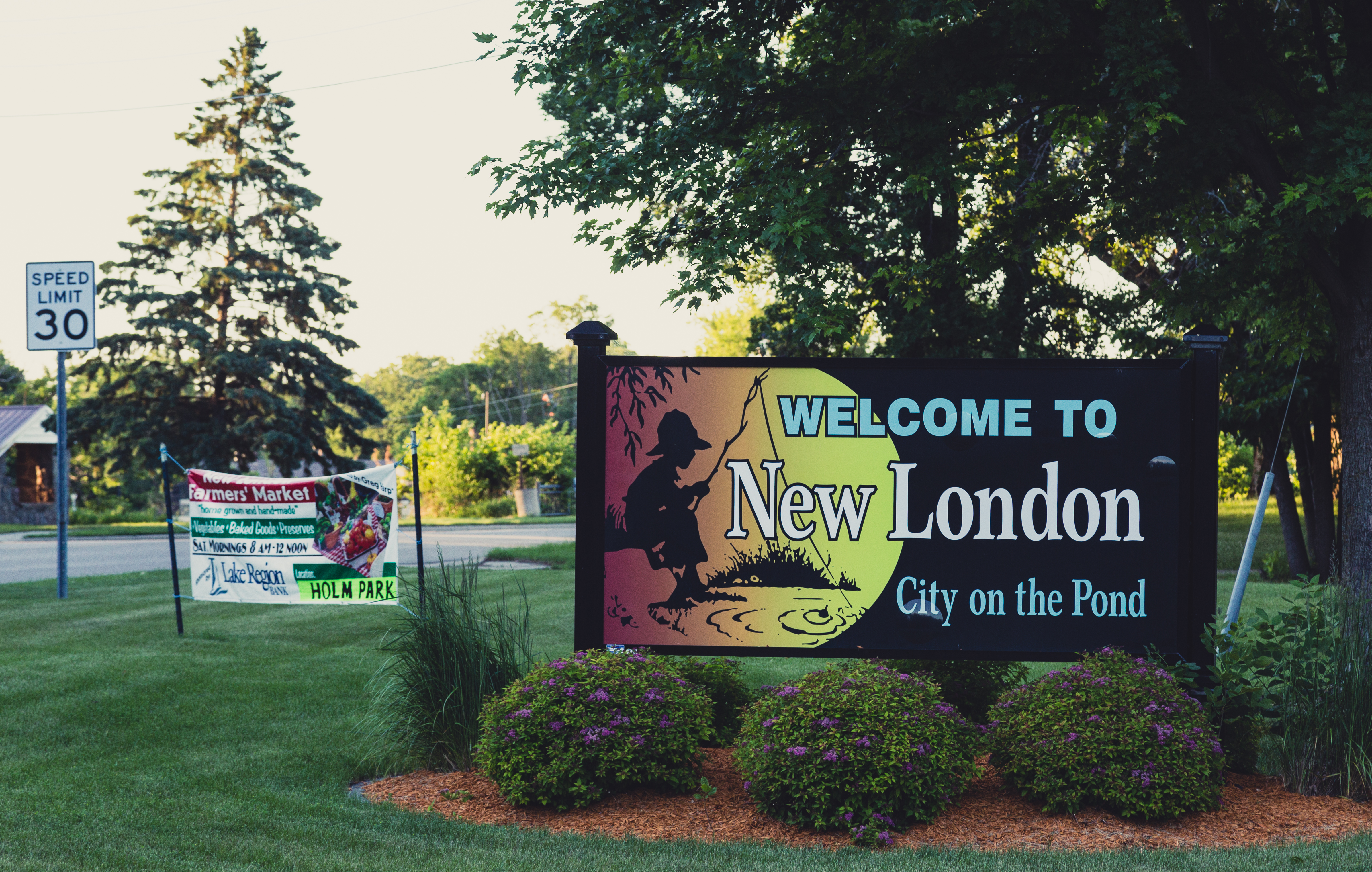
New London